# Lambert Mieszkowic
Lambert Mieszkowic (ca. 981 - na 992/95) was een Poolse prins uit het Huis der Piasten en vierde zoon van Mieszko I. Historici kunnen het er niet over eens zijn of deze Lambert dezelfde persoon is als Lambert I van Krakau, bisschop van Krakau.
Lambert wordt in de Dagome iudex van rond 991 samen met zijn ouders en broer Mieszko Mieszkowic genoemd. Oda en haar zoons (waaronder waarschijnlijk Lambert) werden na de dood van Mieszko I door Bolesław I verbannen.
Het is mogelijk dat hij de vader is van de prinsen Dytryk en Siemomysł Pomorski.